# Spălare pe creier

Desen mural reprezentând efectele „spălării pe creier” ale televiziunii în Florencio Varela, Buenos Aires, Argentina

Spălarea pe creier este teoria controversată care susține că mintea umană poate fi modificată sau controlată împotriva voinței unei persoane prin tehnici psihologice manipulatoare. Se spune că spălarea creierului reduce capacitatea subiectului său de a gândi critic sau independent, pentru a permite introducerea de gânduri și idei noi, nedorite în mintea lor, precum și pentru a-și schimba atitudinile, valorile și credințele.
Termenul „spălare pe creier” a fost folosit pentru prima dată în lumea americană de Edward Hunter în 1950 pentru a descrie modul în care guvernul chinez a părut să-i determine pe oameni să coopereze cu ei în timpul războiului din Coreea. Cercetările asupra conceptului au analizat, de asemenea, Germania nazistă și Coreea de Nord din prezent, unele cazuri penale din Statele Unite și acțiunile traficanților de persoane. Au urmat dezbateri științifice și juridice, precum și atenția mass-media, cu privire la posibilitatea ca spălarea pe creier să fie un factor atunci când este utilizată dietilamida acidului lisergic (LSD) sau în conversiunea oamenilor în grupuri care sunt considerate a fi culte.
Spălarea pe creier a devenit o temă comună în cultura populară, în special în narațiunile pe teme de război, thrillerele și poveștile științifico-fantastice. În vorbirea obișnuită, „spălarea pe creier” este folosită la figurat pentru a descrie folosirea propagandei în scopul influențării opiniei publice.